# ウルサリ

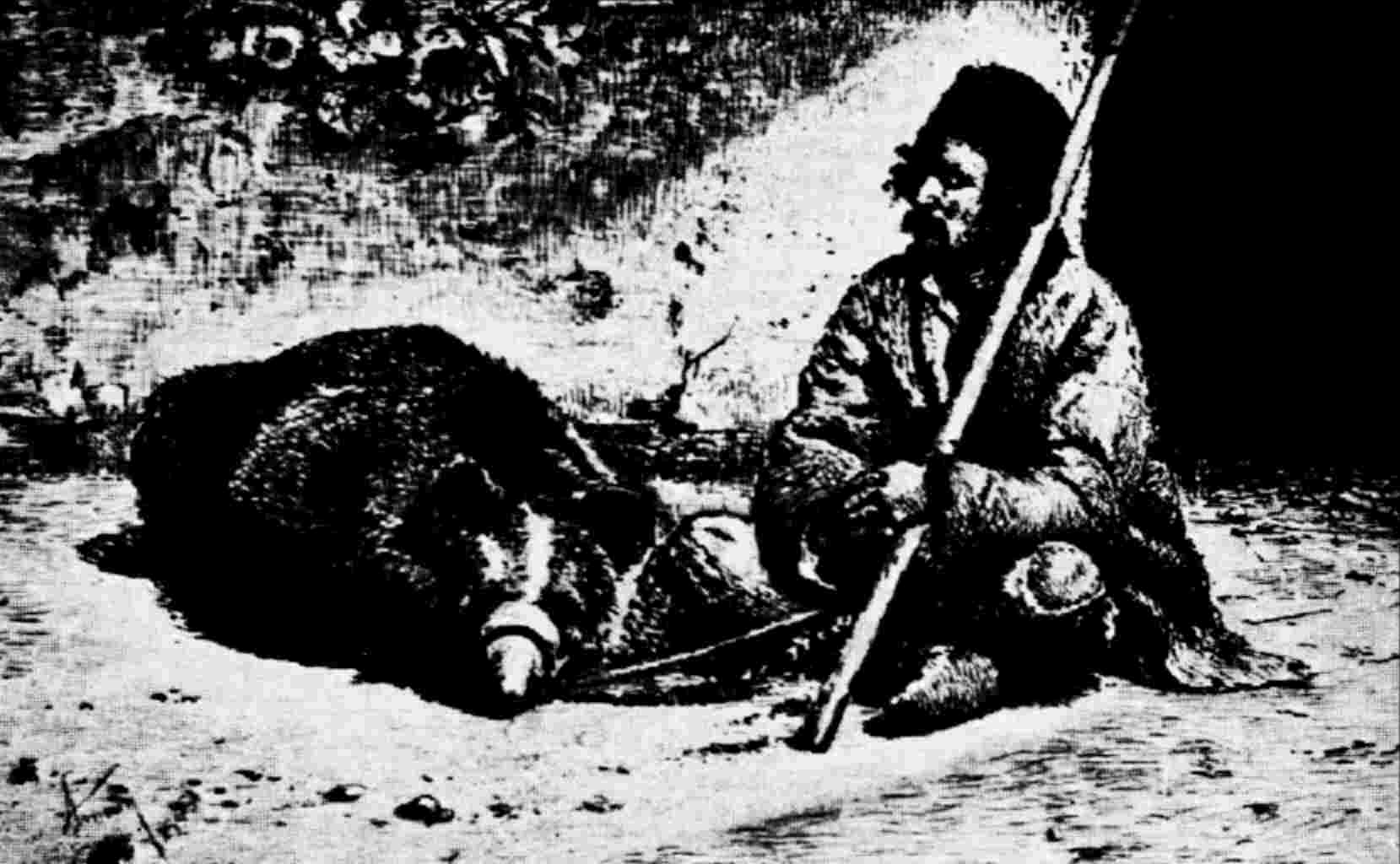
『ウルサリ』（テオドール・アマン作）

ウルサリ（ルーマニア語:Ursari、ブルガリア語:урсари）とは、ロマのうち伝統的に動物の調教を生業とする放浪民のこと。ルーマニア語で「熊」を意味するウルス（urs、単数形:ursar）に由来し、「熊使い」と訳すことが多い。リチナラ（Richinara）とも。
元々ヒグマやオナガザル、蛇を用いて大道芸を行いつつ、同族婚を繰り返してきたが、大部分は1850年代以降定住するようになった。ブルガリアやモルドバの他、ルーマニアでは40部族の1つと認知されるなど、ロマ共同体で重要な役割を果たしている。また、セルビアやオランダ及びイタリアといった西欧諸国でも、居住者が少なくない。
ルーマニアやモルドバで用いられるバルカン・ロマ語の1方言も「ウルサリ」と呼ばれているが、民族的にウルサリに属する者のほとんどが、ボヤーシュ（ハンガリー系ロマ）同様に、ルーマニア語を母語とする。
ロマのうちシンティに属するかそうでないかに関しては、学術上見解の一致が見られない。2004年にルーマニアが347人のロマを対象として行った調査によると、150人が自らをウルサリと答えたという。
ブルガリアで熊や猿を扱うルーマニア語話者のロマは、「メチュカリ」(мечкари, mechkari) や「メイムナリ」(maymunari) あるいは「ウルサリ」と呼ばれるが、ルーマニアのウルサリとは異なる集団、あるいはボヤーシュに属する一派とみなされたり、もしくはイタリアでウルサリとされる人々と同族とみなされることがある。
ルーマニア及びブルガリアのドナウ川沿岸部に住むコシュニツァリ (Coşniţari) は、ウルサリに属する。一方、ギリシャのメドヴェダラやスロバキアのリチュカラ、トルコのイスタンブール地域のロマ・アイジデスなどは、職業の点で共通しているが異なる言語や方言を話しており、ウルサリとは見做されない。

## 歴史

### 初期の移動及び隷属

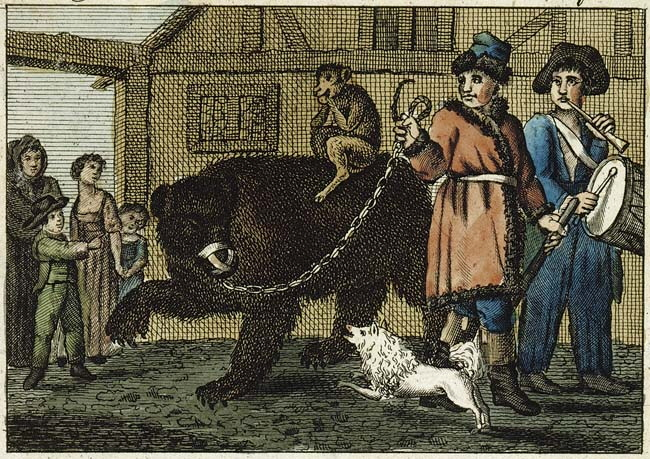
踊る熊とウルサリを描いた印刷物（1810年頃、ヘッセン州にて）

熊使いの集団は、早くも12世紀にビザンティン帝国内を移動していた事で知られ、この時期ギリシャの教会法学者テオドーロス・バルサモンは、彼らをロマと関連のある集団として述べている。その後彼らは他のロマ集団とひとまとめに「エジプト人」と呼ばれるようになった。
1840年代から1850年代にかけて廃止されるまで、ドナウ公国（モルダヴィア並びにワラキア）においては奴隷であった。ただし、ボヤーシュ（金の採掘を行うズラタリ (Zlătari) を含む）やカルデラシュ（金属細工師）、ロマの鍛冶屋集団と同様、放浪生活が許されてはいた（許可を得る代わりに、君主へ各種料金を支払う必要があったが）。
こうした奴隷を「ライエシ」(lăieşi) と呼ぶが、19世紀前半までには、国家所有のロマの殆どが、私有のロマとは対照的にライエシとなる。ライエシは毎年、ワラキア並びにモルダヴィアへ一定の金額を納めなければならず、当時ワラキアを訪れていたフランスの外交官であるエドゥアール・アントワーヌ・トゥヴェネルは、これが20 - 30クルシュに上ると記述。
家族単位の構成を好むとする資料があるものの、20世紀には他のロマと同様、大規模な部族集団となる。ルメリアへ赴くカルデラシュに随行する事が古くからあり、そのことがメチュカラ共同体の誕生に繋がった。
トゥヴェネルはウルサリの「悲惨な境遇」を記しており、ヒグマの扱いを引き合いに出しながら、次のように述べている。
またトゥヴェネルによると、「田舎者が魔術のせいにする程、獣医技術に優れている」事でも知られた。熊使いに加え、野生動物（就中子熊）の取引や猿の飼育・調教でも名高い。この他、女性は占いにも従事。

### 解放

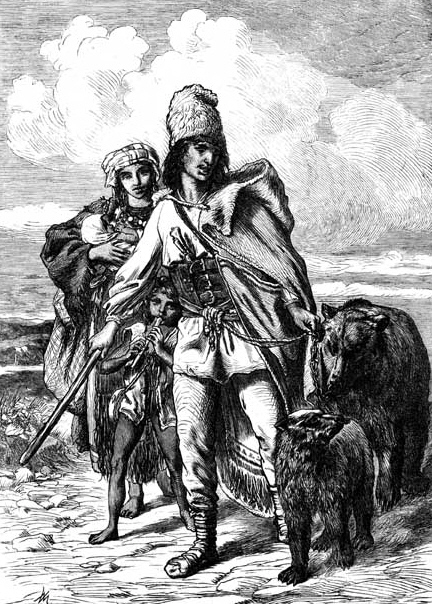
トランシルバニアのウルサリ（1869年のエングレービング）

1880年代末に入ると、1855年にモルダヴィア国王グリオーレ・アレキサンドル・ギカの下で奴隷制を廃止した、歴史家・政治家のミハイル・コガルニセアヌは次のように主張している。
ルーマニア王国成立後もなお、ウルサリは特にブカレストやバカウなどの地方都市で開かれる、大道芸や見本市との関連が深い存在であった。
アレクサンドル・ヨアン・クザの治世下で早くも、職業音楽家のラウタリやカルシャリ、見世物小屋といった各種演芸に力を入れるようになる。また、同時期にはザブラギー (zavragii) と呼ばれる、金属製造業の日雇い労働者としても従事。
19世紀末になると、当時帝政ロシアの支配下にあったベッサラビアでも存在が確認されるようになり、現地住民は「シャトラシ」（şătraşi、「キャンプ場に住む人々」の意）と呼ぶ事が一般的となった。
1850年以後、殆どがオーストリア・ハンガリー地域やボスニア出身と見られる集団が散発的に西進、北ブラバント州などオランダ各地にも初めて姿を現した。なお、同国には現在も子孫が生活している。
セルビアのクラグイェヴァツ周辺でも同様の動きがあり、こちらはイタリア北部及び中部に移動。オランダでは中央政府がロマの存在に猛反発、「ジプシー」の烙印を押すに至った。一方、地方政府の反応はより穏健で、他の部族はともかく、ウルサリだけは現地社会に同化する事を許されたという。

### ポライモス前後
やがて、他部族が骨器や皮革の製造販売を始める中、サーカスに参加するかラウタリに関わるようになる。熊はタンバリンに合わせて踊るよう調教されたり、直立歩行などを行うよう訓練を受けたりした。
しかし、調教の過程における鉄棒や鼻輪の使用が動物福祉の支持者から注意を惹起。1920年代以降には早くも批判の対象となり、ドイツでは政府がウルサリの商売を禁じるに至る。音楽に合わせ、子熊の足を燃やす訓練も報告されている。
第二次世界大戦緒戦期には、鉄衛団による弾圧の一環として、ルーマニア軍閥政府のコンスタンティン・ペトロヴィチェスク内相が、ウルサリに国内市町村での熊使いを禁じる政令を裁可している。この措置について公式には「そのような活動がチフスの蔓延を助長させる」という説明がなされている。
その後数年の間に、イオン・アントネスク政権下でホロコースト政策の一環として、トランスニストリアへ国外追放となる（第二次世界大戦期のルーマニア及びポライモスも参照のこと）。
戦後、熊使いの禁止は東側諸国一帯で立法化、ルーマニア社会主義共和国ではウルサリが都市への立ち入り禁止を命じられている。また、ゲオルゲ・ゲオルギュ＝デジ並びにニコラエ・チャウシェスク両政権下で、放浪民のロマは定住政策に服することとなった（多くはトランスニストリアからの帰還と同時に再定住したという）。

### 社会主義体制崩壊以後

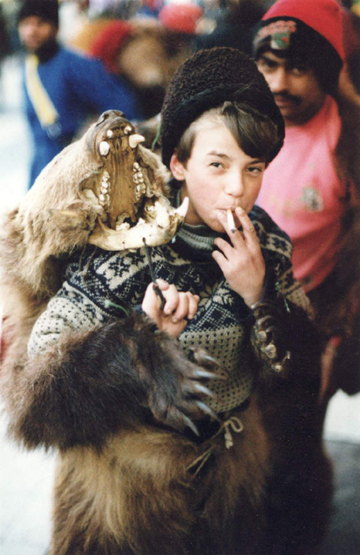
熊の衣装を身に纏う少年（ブカレストにて）

ルーマニア革命後の1991年4月から6月にかけて、ルーマニアジュルジュ県内各地のウルサリが襲撃の対象となった。ウルサリたちは居住地を追われ、家屋を焼かれた。
発端となった町では、報復としてルーマニア人学生のクリスティアン・メリントが殺害されており、実行犯の青年が後に懲役20年の刑に処せられた。
なお、アメリカ人作家のイザベル・フォンセーカによると、家屋に火を放ったのは大勢の地域住民とされ、火が及ぶよう家屋に繋がる電線を切断して回るなど、計画性が濃いのではないかという。
こうした襲撃事件の根本は、嘗ての放浪民が社会主義体制期に特権階級であったという認識と並んで、定住政策の失敗にあるとする評論家は多い。
同時に、ウルサリ絡みの犯罪行為に関しては、これとは別の報告もなされてきた。差別意識の払拭が十分に成っていないという点である。現に、非ウルサリ系ロマの家屋は、1991年の事件で対象となっていない。また、襲撃に加わったのはルーマニア人のみならず、古くから地域社会に溶け込んでいる非ウルサリ系ロマとも言われる。
土地を追われたウルサリは、皆一旦ブカレストやジュルジュに定住し、1991年5月に帰還を果たすも、再び地元住民により追い出されてしまう。当局はウルサリに退去したほうが良いとの通告をしたという。
2005年までに、ウルサリは嘗て彼らが居住していた国有地に対する権利書を発行するように求めたが、当時すでにこれらの権利書は他の住民に分配されつつあった。地方当局は訴えを却下し、問題の土地の帰属はまだ議論が続いているとした。また他にも購入可能な土地はあると指摘している。
このような熊使いや大道芸を圧迫する数々の処置にもかかわらず、そうした芸は旧東側諸国で今も人気を博している。かなり珍しくなったとは言え、現在でも東欧各地でウルサリによる熊使いを見る機会は少なくない。

## 文化

### アイデンティティ
ロマの中でもカルデラシュやロヴァリ、ガボリと同様、同族婚を行う。自らをヴラフ人やルーマニア人としたり、他のロマとは別と考えるメチュカラは多い。
一般的にウルサリの共同体は、非ロマとの性的接触を禁じ、見合い結婚を推奨する傾向にあるが、ボヤーシュの共同体内部での近親婚を認めてきた。また、この習慣は廃れてきているものの、10代での結婚が許されている、数少ないロマでもある。
多くは古くから正教会（ルーマニア正教会またはブルガリア正教会の何れか）に属するが、ペンテコステ派などプロテスタント各派を信仰。なお、セルビアやイタリアのウルサリはセルビア正教会の信徒であるケースが多い。
守護聖人アンデレの聖名祝日である、正教会暦の11月30日に当たる2月1日以降を、伝統的に祭日としている。21世紀に入り、新約聖書がバルカン・ロマ語に順次翻訳。

### ウルサリと熊

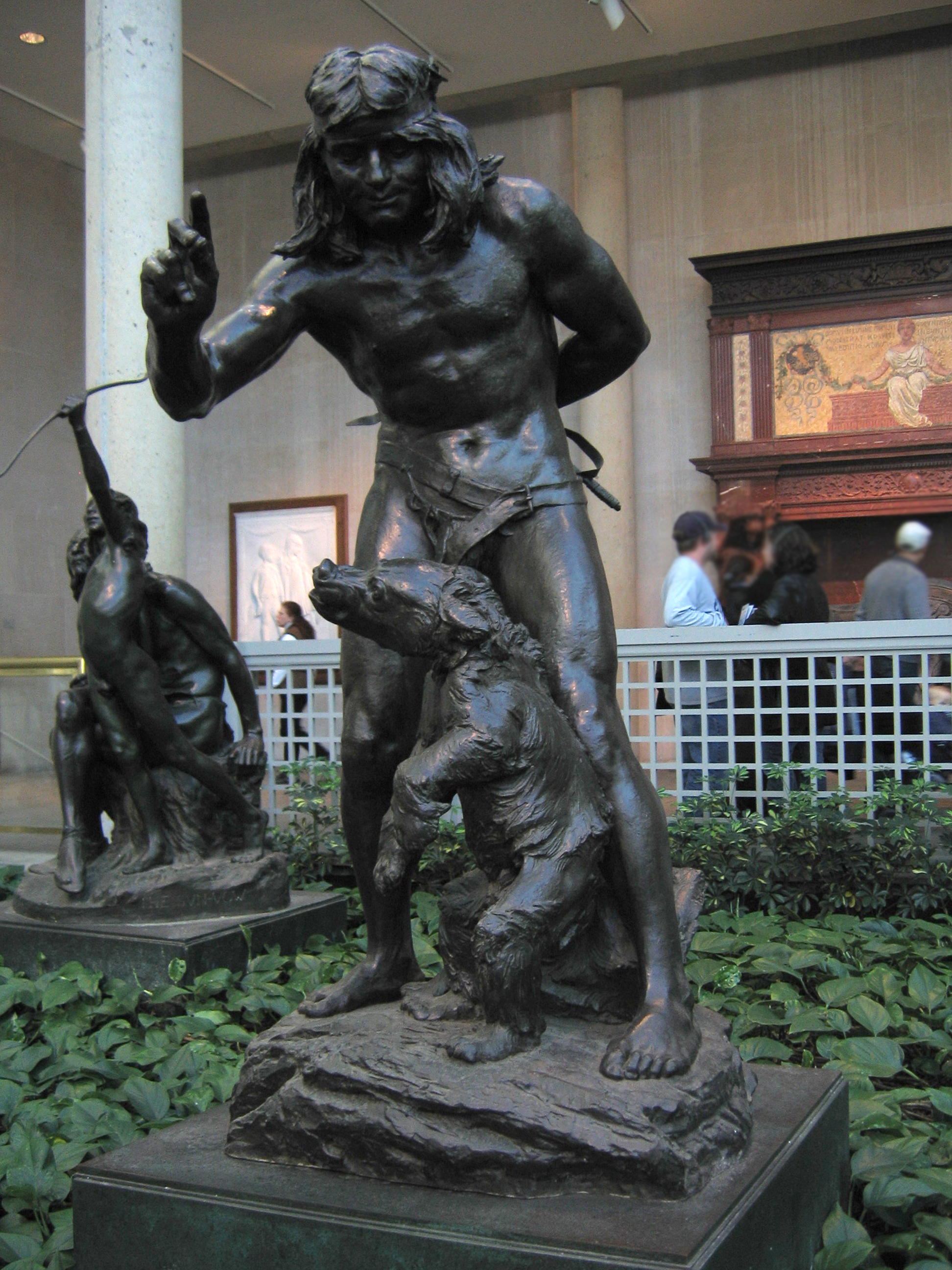
ポール・ウェイランド・バートレット作『ロマの熊使い』（1888年鋳造）

験担ぎとして、熊に纏わる様々な信仰や習慣を維持発展させてきた。例えば、家畜を野良動物から守る意味を込めて、民家の中庭に熊を展示したり、若者の多産や悪霊退散を目的に、熊が人間の背中を踏み付けることを許したりする、などである。
後者の習慣は、背部痛の民間療法と見做すルーマニア人の間で、極めて人気が高い。これを行うため、ウルサリを家に招き入れる事が復活祭やクリスマス、大晦日の風物詩となっている。
骨器製造者の間では、贅沢品である熊脂の利用が浸透するようになった。製品がより長持ちするためという。また、熊脂がリウマチや骨格異常の治療薬としても売られている他、熊の毛はお守りとして有名。
熊の調教は1990年代以降、動物愛護の観点から再び脚光を浴び、インターナショナル・ヘラルド・トリビューン紙上で批判キャンペーンがなされた。スタラ・ザゴラ州のウルサリの元を訪れたイザベル・フォンセーカは、残忍な調教法に言及しつつ、熊が一家の大黒柱である以上、適切な管理を行っているとも述べた。
作品中に熊使いや動物達を描いた芸術家は少なくない。中でも、ルーマニア人画家・グラフィックアーティストのテオドール・アマンやアメリカ人彫刻家のポール・ウェイランド・バートレットは特に知られる存在となっている。なお、バートレットの作品『ロマの熊使い』（1888年）は、ニューヨークのメトロポリタン美術館に展示中。

### 音楽
1850年代以降、ラウタリ文化の形成に寄与してきた一方、伝統音楽も歴とした1つのジャンルとして生き残っている。電子音楽と融合し、21世紀初頭のルーマニアでは音楽グループシュカー・コレクティブが人気を集めた。
熊使いが用いた聖歌は、以下のように童謡として今も歌い継がれている。
| Joacă, joacă Moş Martine, Că-ţi dau pâine cu măsline! | 踊れ、踊れ、老少年マーティンよ パンやオリーブをくれてやろう! |  |

以下に掲げるこのロング・バージョンは、バカウ県のウルサリが未だ歌い継いでいる。
| Foaie verde pădureţ, Urcă ursule pe băţ, Urcă, urcă tot mai sus, Că şi miere ţi-am adus. Joacă, joacă Moş Martine, Că-ţi dau miere de albine. Joacă, joacă frumuşel, Si păşeşte mărunţel. Saltă, saltă cât mai sus, Căci stăpânu' ţi s-a dus! | 野生リンゴの緑の葉 登れ、杖の上の熊よ まだまだ高く高く登れ 蜂蜜も持って来てやったから 踊れ、踊れ、老少年マーティンよ 蜂蜜をくれてやるから 踊れ、踊れ、格好良く そしてステップを少し踏め 跳べ、跳べ、高く、高く 親方が逃げ出してしまうから! |  |